# Murong Hui
Pour les articles homonymes, voir Murong (Homonymie).
Murong Hui (chinois : 慕容廆 ; pinyin : mùróng huì), est un membre de la famille Tabghach des Yans antérieurs (chinois : 前燕 ; pinyin : qiányàn), né en 269 et 333.
Il est le frère de Murong Tuyuhun, le fondateur, en 329, du royaume appelé Tuyuhun, aux environs de l'actuelle province du Qinghai et du Corridor du Hexi, dans le Gansu.